# John Campbell (pianist)
John Campbell (Bloomington (Illinois), 7 juli 1955) is een Amerikaanse jazzpianist.
Campbell leerde vanaf zijn zevende piano spelen en studeerde enige tijd aan Illinois State University. In 1977 vertrok hij naar Chicago. Hij had een trio en kwartet onder de naam Campbell's Group waarmee hij toerende musici begeleidde, waaronder James Moody. In 1981 toerde hij met Clark Terry in Europa. In 1984 verhuisde hij naar New York, waar hij werkte bij Stan Getz. Hierna was hij pianist van zanger Mel Tormé en werkte hij met onder meer de groep van vibrafonist Terry Gibbs en Buddy DeFranco. Campbell heeft verschillende albums als leider uitgebracht. Ook speelde hij mee op opnames van bijvoorbeeld Cleo Laine, Pete Minger, Greg Gisbert en Denise Jannah.

## Discografie
- After Hours (met o.m. Gerry Gibbs), Contemporary Records, 1988
- Turning Point (met o.m. Clark Terry), Contemporary Records, 1990
- Live at Maybeck Recital Hall, vol. 29, Concord Jazz, 1993 ('albumpick' Allmusic.com)
- Workin' Out, Criss Cross Records, 2001
- Howlin Mercy, Rhino Records, 2008

- Bibliothèque nationale de France: cb13969204g (data)
- Gemeinsame Normdatei: 135412269
- International Standard Name Identifier: 0000 0000 5518 6704
- Library of Congress Control Number: n91113356
- MusicBrainz: 59e629f7-1353-4e8f-9ef7-7194ccb154e4
- Virtual International Authority File: 59276556
- WorldCat: E39PBJqk4TYrQDFMkBVtJqrDv3